# Everything I Thought It Was
Albums de Justin Timberlake
Man of the Woods
(2018)
Singles
1. Selfish
Sortie : 25 janvier 2024
2. No Angels
Sortie : 15 mars 2024

Everything I Thought It Was (litt. « Tout ce que je pensais être ») est le sixième album studio du chanteur-compositeur américain Justin Timberlake sorti en 2024 sur le label RCA Records.
Il s'agit de son premier album studio depuis Man of the Woods sorti en 2018. L’album est précédé du single Selfish.

## Historique
En 2023, Justin Timberlake retrouve les autres membres du groupe NSYNC et ils sortent le titre Better Place pour la bande originale du film d'animation Les Trolls 3. Il collabore ensuite à nouveau avec Timbaland et Nelly Furtado sur la chanson Keep Going Up.
Le 19 janvier 2024, une bande-annonce d'un futur projet intitulé Everything I Thought It Was est dévoilée. La vidéo est narrée par l'un de ses partenaires du film Reptile, Benicio del Toro. Le 25 janvier 2024, l'artiste annonce la sortie prochaine d'un album et dévoile le premier single, Selfish. Justin Timberlake déclare à propos de cet album qu'il contient des moments « incroyablement honnêtes » mais qu'il était aussi « très amusant ». Il le décrit par ailleurs comme son projet « le plus simple » à ce jour mais de « complexe dans sa simplicité ».

## Singles
Le premier single, Selfish, est dévoilé le 25 janvier 2024,. 
No Angels est le second single extait de l'album. Le clip, réalisé par Ti West, est publié le même jour que la sortie de l'album, le 15 mars 2024.

## Liste des titres
| 1.    | Memphis                            | - Justin Timberlake - Kenyon Dixon - Floyd Nathaniel Hills                                       | - Timberlake - Danja                                 | 4:29 |
| 2.    | Fuckin' Up the Disco               | - Timberlake - Angel López - Federico Vindver - Adam Richard Wiles                               | - Timberlake - López - Vindver - Calvin Harris (co.) | 4:22 |
| 3.    | No Angels                          | - Timberlake - López - Vindver - Wiles                                                           | - Timberlake - López - Vindver - Harris (co.)        | 3:28 |
| 4.    | Play                               | - Timberlake - Ryan Tedder - Michael Pollack - Hills - Vindver - Zach Skelton - Andrew DeRoberts | - Timberlake - Tedder - Vindver - Danja - DeRoberts  | 2:51 |
| 5.    | Technicolor                        | - Timberlake - Timothy Mosley - Dixon - López - Vindver - Larrance Dopson - Rio Root             | - Timberlake - Timbaland - López - Vindver           | 7:17 |
| 6.    | Drown                              | - Timberlake - Amy Allen - Henry Walter - Louis Bell - Dixon                                     | - Timberlake - Bell - Cirkut                         | 4:20 |
| 7.    | Liar (featuring Fireboy DML)       | - Timberlake - Adedamola Adefolahan - Dixon - Hills - Atia Boggs - Allen                         | - Timberlake - Danja                                 | 3:26 |
| 8.    | Infinity Sex                       | - Timberlake - López - Mosley - Vindver - James Fauntleroy - Wiles                               | - Timberlake - Timbaland - Vindver - Harris (co.)    | 3:49 |
| 9.    | Love & War                         | - Timberlake - Dixon - López - Mosley - Vindver - Dopson                                         | - Timberlake - Timbaland - López - Vindver           | 3:34 |
| 10.   | Sanctified (featuring Tobe Nwigwe) | - Timberlake - Tobechukwu Nwigwe - Dixon - Robin Tadross - Hills                                 | - Timberlake - Danja - Rob Knox                      | 5:11 |
| 11.   | My Favorite Drug                   | - Timberlake - Bell - Walter - Theron Thomas - Allen - Douglas Ford                              | - Timberlake - Bell - Cirkut                         | 5:01 |
| 12.   | Flame                              | - Timberlake - Dixon - Hills - Tadross - Elliott Ives                                            | - Timberlake - Danja - Knox                          | 5:41 |
| 13.   | Imagination                        | - Timberlake - Bell - Walter - Thomas - Allen - Dopson                                           | - Timberlake - Cirkut - Bell                         | 3:16 |
| 14.   | What Lovers Do                     | - Timberlake - Dixon - Mosley - López - Vindver - Dopson                                         | - Timberlake - Timbaland - López - Vindver           | 3:42 |
| 15.   | Selfish                            | - Timberlake - Allen - Walter - Bell - Thomas                                                    | - Timberlake - Bell - Cirkut                         | 3:49 |
| 16.   | Alone                              | - Timberlake - Dixon - Hills                                                                     | - Timberlake - Danja                                 | 3:36 |
| 17.   | Paradise (featuring NSYNC)         | - Timberlake - Dixon - López - Mosley - Vindver                                                  | - Timberlake - Timbaland - López - Vindver           | 4:26 |
| 18.   | Conditions                         | - Timberlake - Dixon - Bell - Walter - Thomas - Allen                                            | - Timberlake - Bell - Cirkut                         | 4:36 |
| 76:54 |                                    |                                                                                                  |                                                      |      |